# Иванов, Владимир Константинович
 Влади́мир Константи́нович Ивано́в  (род. 4 февраля 1971, Москва, СССР) — российский учёный-химик, доктор химических наук, профессор РАН, член-корреспондент РАН (2016), академик РАН (2025). Сфера научных интересов — развитие фундаментальных основ получения функциональных материалов. Соавтор более 500 научных статей, 8 монографий и 20 патентов РФ. Председатель комиссии РАН по популяризации науки (2025).

## Биография
В. К. Иванов родился в 1971 году в Москве. Обучался в средней школе № 315. В 1993 г. окончил химический факультет МГУ им. М. В. Ломоносова.
После окончания вуза работает в Институте общей и неорганической химии имени Н. С. Курнакова (ИОНХ РАН).
Занимал должности ведущего технолога, научного сотрудника, старшего и ведущего научного сотрудника ИОНХ РАН. В 2003 г. защитил кандидатскую диссертацию (руководители — академик Ю. Д. Третьяков и член-корреспондент РАН Н. Н. Олейников). Стал обладателем медали РАН с премией для молодых ученых (2005 г.), гранта Президента РФ для молодых ученых (2005 г.), премий МАИК «Наука/Интерпериодика» (2005, 2007 гг.), премии Russian Chemical Reviews (2016 г.), памятной медали ИОНХ РАН «Академик Н. С. Курнаков» (2017 г.), медали «За вклад в развитие Томского государственного университета» (2018 г.), Почетной грамоты ФАНО России (2018 г.), премии РАН им. И. В. Гребенщикова (2018 г.), Макариевской премии по естественным наукам (2020 г.). Почетный профессор Факультета химии и экологической инженерии Технологического университета Цзянсу (Китай).
В 2011 году В. К. Иванов защитил диссертацию на соискание ученой степени доктора химических наук. С 2012 г. — заместитель директора по научной работе, заведующий лабораторией синтеза функциональных материалов и переработки минерального сырья. С 2015 г. — директор ИОНХ РАН, сменил на этом посту В. М. Новоторцева. В 2016 г. стал профессором РАН и в том же году был избран членом-корреспондентом РАН по отделению химии и наук о материалах. На выборах 2025 года стал действительным членом РАН.

## Научные достижения
При участии В. К. Иванова
- созданы принципиально новые функциональные материалы на основе редокс-активных оксидов переходных и редкоземельных элементов для терапии и диагностики (тераностики) социально значимых заболеваний;
- предложены новые подходы к реализации золь-гель технологий, направленные на конструирование высокопористых аморфных неорганических и гибридных материалов (аэрогелей, ксерогелей и стекол), обладающих каталитическими и фотокаталитическими, люминесцентными, супергидрофобными и другими практически значимыми свойствами;
- методами рассеяния нейтронов и синхротронного излучения впервые в широком диапазоне масштабов исследована структура аморфных гелей гидроксидов и оксигидроксидов металлов и определены основные закономерности её эволюции при термическом воздействии;
- разработаны и реализованы стратегии синтеза ряда новых твердофазных соединений РЗЭ со слоистой и туннельной структурой, получены полифункциональные гибридные материалы на основе соединений РЗЭ;
- созданы новые оксидные материалы — перспективные компоненты электрореологических жидкостей и эластомеров для электроуправляемых механических устройств;
- предложены масштабируемые УЗ- и СВЧ-методы получения широкого круга оксидных наноматериалов;
- выполнен детальный анализ механизмов и кинетических закономерностей формирования оксидных материалов в гидротермальных условиях, получены новые экспериментальные данные и развиты теоретические представления о неклассических механизмах роста кристаллов.

## Педагогическая и просветительская деятельность
В. К. Иванов является профессором Факультета наук о материалах Московского государственного университета им. М. В. Ломоносова, профессором Химического факультета Высшей школы экономики, преподает также в Национальном исследовательском Томском государственном университете. Под его руководством подготовлены 6 кандидатских диссертаций.
Ведет работу по пропаганде научных знаний, выступая в печати как соавтор научно-популярных статей — об альтернативной энергетике, о двумерных наноматериалах, редкоземельных элементах, электрореологических жидкостях и др.

## Научно-организационная деятельность
В. К. Иванов — председатель ученого совета ИОНХ РАН, председатель диссертационного совета по химии твердого тела ИОНХ РАН, член диссертационных советов в МГУ и ИМЕТ РАН. Член Бюро ОХНМ РАН, член Экспертного совета ОХНМ РАН. Заместитель председателя Научного совета РАН по химической технологии. Руководитель секции «Химия поверхности и синтез наноразмерных систем» Научного совета РАН по неорганической химии. Член бюро Научного совета РАН по новым конструкционным материалам. Председатель Научного совета по программе фундаментальных научных исследований Президиума РАН «Углеродная энергетика: химические аспекты». Член Совета по научному приборостроению при Министерстве науки и высшего образования РФ. Член Экспертного совета по соблюдению прав и социальной защите педагогических и научных работников при Комитете по образованию и науке Государственной Думы РФ. Член совета Центра превосходства в области материалов и технологий Томского государственного университета. Член экспертной комиссии по химико-биологическим наукам Московского государственного университета.
Руководил более чем 30 проектами, поддержанными Российским научным фондом, РФФИ, различными ФЦП, программами Президиума РАН и ОХНМ РАН.
Главный редактор Реферативного журнала «Химия». Заместитель главного редактора журнала «Химическая технология». Член редколлегий журналов Molecules, Heliyon (Elsevier), Current Microwave Chemistry (Bentham Science), «Журнал неорганической химии», «Неорганические материалы», «Доклады Российской академии наук. Химия, науки о материалах», «Вестник Московского университета. Серия „Химия“», «Наносистемы: физика, химия, математика», «Вестник Томского государственного университета. Химия», Biointerface Research in Applied Chemistry.

## Основные публикации
Монографии (всего 8)
- А.Б. Щербаков, О.С. Иванова, Н.Я. Спивак, В.В. Козик, В.К. Иванов. Синтез и биомедицинские применения нанодисперсного диоксида церия. — Томск: Издательский Дом Томского государственного университета, 2016. — 474 с. — ISBN 978-5-94621-508-4.
- А.Б. Ярославцев (ред.). Наноматериалы: Свойства и перспективные применения. — М.: Научный мир, 2014. — 456 с. — ISBN 978-5-91522-393-5.
- В.К. Иванов, А.Б. Щербаков, А.Е. Баранчиков, В.В. Козик. Нанокристаллический диоксид церия: свойства, получение, применение. — Томск: Изд-во Томского ун-та, 2013. — 284 с. — ISBN 978-5-7511-2182-2.

Научные статьи (всего более 500)
- В.К. Иванов, П.П. Федоров, А.Е. Баранчиков, В.В. Осико. Ориентированное сращивание частиц: 100 лет исследований неклассического механизма роста кристаллов // Успехи химии. — 2014. — Т. 83, № 12. — С. 1204–1222.
- N.M. Zholobak, V.K. Ivanov, A.B. Shcherbakov et al. UV-shielding property, photocatalytic activity and photocytotoxicity of ceria colloid solutions // Journal of Photochemistry and Photobiology B: Biology. — 2013. — Т. 102, № 1. — С. 32–38.
- В.К. Иванов, А.Б. Щербаков, А.В. Усатенко. Структурно-чувствительные свойства и биомедицинские применения нанодисперсного диоксида церия // Успехи химии. — 2009. — Т. 78, № 9. — С. 924–941.
- А.Е. Баранчиков, В.К. Иванов, Ю.Д. Третьяков. Сонохимический синтез неорганических материалов // Успехи химии. — 2007. — Т. 76, № 2. — С. 147–168.
- P.E. Meskin, V.K. Ivanov, A.F. Barantchikov et al. Ultrasonically assisted hydrothermal synthesis of nanocrystalline ZrO2, TiO2, NiFe2O4 and Ni0.5Zn0.5Fe2O4 powders // Ultrasonics Sonochemistry. — 2006. — Т. 13, № 1. — С. 47–53.

Патенты (всего 20)
- А. Б. Щербаков, В. К. Иванов, Н. М. Жолобак, А. Е. Баранчиков, Н. Я. Спивак, О. С. Иванова, Ю. Д. Третьяков; Способ получения покрытого стабилизирующей оболочкой нанокристаллического диоксида церия. Патент 2484832 / Российская Федерация / 2013 /
- В. К. Иванов, О. С. Иванова, А. Б. Щербаков, Д. О. Гиль, А. Е. Баранчиков, Ю. Д. Третьяков, Н. М. Жолобак, Н. Я. Спивак; Способ получения стабилизированного водного золя нанокристаллического диоксида церия, допированного гадолинием. Патент 2503620 / Российская Федерация / 2013 /
- И. А. Зверева, Б. Р. Чурагулов, В. К. Иванов, А. Е. Баранчиков, А. С. Шапорев, А. Б. Миссюль; Способ получения фотокатализатора на основе нанокристаллического диоксида титана. Патент 2408428 / Российская Федерация / 2011 /

## Членство в научных обществах
В. К. Иванов — действительный член Королевского химического общества (Fellow of the Royal Society of Chemistry), действительный член Ирландского химического института (Fellow of the Institute of Chemistry of Ireland), член президиума Российского химического общества им. Д. И. Менделеева, член Исполнительного комитета Российского нейтронографического общества.

## Награды
- Премия имени И. В. Гребенщикова РАН (совместно с Т. А. Кочиной, 2018 г.) — за цикл работ «Физико-химические основы технологии полифункциональных композиционных и гибридных материалов на основе высокопористых оксидных аэрогелей, ксерогелей и стекол, а также комплексов переходных металлов»
- Премия города Москвы в области образования (совместно с А. А. Вошкиным, Т. О. Козловой, 2019 г.) — за работу по реализации программы «Академический класс в московской школе»
- Макариевская премия в области естественных наук (совместно с В. А. Креневым, С. В. Фомичевым, 2020 г.) — за цикл работ «Физико-химические основы комплексной безотходной переработки габбро-базальтовых пород»
- Медаль ордена «За заслуги перед Отечеством» II степени (15 февраля 2024 года) — за большой вклад в развитие отечественной науки, многолетнюю плодотворную деятельность и в связи с 300-летием со дня основания Российской академии наук[5]